# Världscupen i längdåkning 2013/2014
| Martin Johnsrud Sundby och Therese Johaug världscupsegrare. |  | Martin Johnsrud Sundby och Therese Johaug världscupsegrare. |
| Martin Johnsrud Sundby och Therese Johaug världscupsegrare. |  |                                                             |

Världscupen i längdåkning 2013/2014 inleddes den 29 november 2013 i Kuusamo i Finland och avslutades den 16 mars 2014 i Falun i Sverige. Till skillnad mot tidigare säsonger startade världscupen direkt med den nordiska öppningen som var en tredagars‐tour i Kuusamo. Sverige tappade alltså traditionen att arrangera världscuppremiären. 
Tour de Ski hölls den 28 december 2013–5 januari 2014. Den 7–23 februari 2014 anordnades Olympiska vinterspelen i ryska Sotji.
I Sverige stod SVT för samtliga sändningar, utom tävlingarna i Lahti om sändes på TV4.
Norrmännen Martin Johnsrud Sundby och Therese Johaug vann herrarnas respektive damernas totala världscup. Norge blev också bästa nation totalt på både herr- och damsidan, samtidigt som Sverige blev trea. Tre svenskar tog sig in på topp tio-listorna.
Calle Halfvarsson kom femma och Daniel Richardsson kom sexa på herrsidan. Bland damerna blev Charlotte Kalla sjua.

## Tävlingsprogram
Förklaring: (K) = Klassisk stil, (F) = Fristil

### Herrar

#### Individuella tävlingar
| Nr                                                                           | Ort                                | Disciplin                          | Datum                              | Etta                   | Tvåa                   | Trea                   | Detaljer |
| ---------------------------------------------------------------------------- | ---------------------------------- | ---------------------------------- | ---------------------------------- | ---------------------- | ---------------------- | ---------------------- | -------- |
| Nordiska öppningen (29 november till 1 december 2013)                        |                                    |                                    |                                    |                        |                        |                        |          |
| 1                                                                            | Kuusamo                            | Sprint (K)                         | 29 november 2013                   | Eirik Brandsdal        | Anton Gafarov          | Teodor Peterson        |          |
| 1                                                                            | Kuusamo                            | 10 km (K) intervallstart           | 30 november 2013                   | Lukáš Bauer            | Eldar Rønning          | Dmitrij Japarov        |          |
| 1                                                                            | Kuusamo                            | 15 km (F) jaktstart [not1]         | 1 december 2013                    | Noah Hoffman           | Maurice Manificat      | Marcus Hellner         |          |
| 1                                                                            | Nordiska öppningen – Slutresultat  | Nordiska öppningen – Slutresultat  | Nordiska öppningen – Slutresultat  | Martin Johnsrud Sundby | Maksim Vylegzjanin     | Aleksandr Legkov       |          |
| 2                                                                            | Lillehammer                        | 15 km (K) intervallstart           | 7 december 2013                    | Pål Golberg            | Aleksej Poltoranin     | Didrik Tønseth         |          |
| 3                                                                            | Davos                              | 30 km (F) intervallstart           | 14 december 2013                   | Maurice Manificat      | Chris André Jespersen  | Martin Johnsrud Sundby |          |
| 4                                                                            | Davos                              | Sprint (F)                         | 15 december 2013                   | Anders Gløersen        | Martti Jylhä           | Sergej Ustiugov        |          |
| 5                                                                            | Asiago                             | Sprint (K)                         | 21 december 2013                   | Nikita Krjukov         | Aleksej Poltoranin     | Gianluca Cologna       |          |
| Tour de Ski (28 december 2013 till 5 januari 2014)                           |                                    |                                    |                                    |                        |                        |                        |          |
| 6                                                                            | Oberhof                            | 4,5 km (F) intervallstart          | 28 december 2013                   | Alex Harvey            | Devon Kershaw          | Chris André Jespersen  |          |
| 6                                                                            | Oberhof                            | Sprint (F) [not3]                  | 29 december 2013                   | Calle Halfvarsson      | Federico Pellegrino    | Martin Johnsrud Sundby |          |
| 6                                                                            | Lenzerheide                        | Sprint (F)                         | 31 december 2013                   | Simeon Hamilton        | Alex Harvey            | Martin Johnsrud Sundby |          |
| 6                                                                            | Lenzerheide                        | 15 km (K) masstart                 | 1 januari 2014                     | Aleksej Poltoranin     | Hannes Dotzler         | Stanislav Volzjentsev  |          |
| 6                                                                            | Cortina–Toblach                    | 35 km (F) jaktstart                | 3 januari 2014                     | Martin Johnsrud Sundby | Petter Northug         | Alex Harvey            |          |
| 6                                                                            | Val di Fiemme                      | 10 km (K) intervallstart           | 4 januari 2014                     | Petter Northug         | Martin Johnsrud Sundby | Chris André Jespersen  |          |
| 6                                                                            | Val di Fiemme                      | 9 km (F) slutklättring [not1]      | 5 januari 2014                     | Chris André Jespersen  | Sjur Røthe             | Ivan Babikov           |          |
| 6                                                                            | Tour de Ski – Slutresultat         | Tour de Ski – Slutresultat         | Tour de Ski – Slutresultat         | Martin Johnsrud Sundby | Chris André Jespersen  | Petter Northug         |          |
| 7                                                                            | Nové Město na Moravě               | Sprint (F)                         | 11 januari 2014                    | Sergej Ustiugov        | Federico Pellegrino    | Aleksej Petuchov       |          |
| 8                                                                            | Szklarska Poreba                   | Sprint (F)                         | 18 januari 2014                    | Alex Harvey            | Josef Wenzl            | Baptiste Gros          |          |
| 9                                                                            | Szklarska Poreba                   | 15 km (K) masstart                 | 19 januari 2014                    | Maksim Vylegzjanin     | Jevgenij Belov         | Aleksej Poltoranin     |          |
| 10                                                                           | Toblach                            | 15 km (K) Intervallstart           | 1 februari 2014                    | Aleksandr Legkov       | Dario Cologna          | Marcus Hellner         |          |
| 11                                                                           | Toblach                            | Sprint (F)                         | 2 februari 2014                    | Ola Vigen Hattestad    | Eirik Brandsdal        | Josef Wenzl            |          |
| Olympiska vinterspelen 2014 (7 till 23 februari 2014) INGÅR EJ I VÄRLDSCUPEN |                                    |                                    |                                    |                        |                        |                        |          |
| 12                                                                           | Lahtis                             | Sprint (F)                         | 1 mars 2014                        | Pål Golberg            | Aleksej Petuchov       | Eirik Brandsdal        |          |
| 13                                                                           | Lahtis                             | 15 km (F) intervallstart           | 2 mars 2014                        | Martin Johnsrud Sundby | Daniel Richardsson     | Aleksandr Legkov       |          |
| 14                                                                           | Drammen                            | Sprint (K)                         | 5 mars 2014                        | Ola Vigen Hattestad    | Pål Golberg            | Maicol Rastelli        |          |
| 15                                                                           | Oslo                               | 50 km (K) masstart                 | 8 mars 2014                        | Daniel Richardsson     | Martin Johnsrud Sundby | Aleksandr Legkov       |          |
| Världscupavslutning (14 till 16 mars 2014)                                   |                                    |                                    |                                    |                        |                        |                        |          |
| 16                                                                           | Falun                              | Sprint (K)                         | 14 mars 2014                       | Teodor Peterson        | Emil Jönsson           | Calle Halfvarsson      |          |
| 16                                                                           | Falun                              | 15 + 15 km skiathlon               | 15 mars 2014                       | Alex Harvey            | Martin Johnsrud Sundby | Aleksandr Legkov       |          |
| 16                                                                           | Falun                              | 15 km (F) jaktstart [not1][not2]   | 16 mars 2014                       | Martin Johnsrud Sundby | Marcus Hellner         | Anders Gløersen        |          |
| 16                                                                           | Världscupavslutning – Slutresultat | Världscupavslutning – Slutresultat | Världscupavslutning – Slutresultat | Martin Johnsrud Sundby | Alex Harvey            | Aleksandr Legkov       |          |

#### Lagtävlingar
| Nr | Ort                  | Disciplin                    | Datum            | Etta                                                                                  | Tvåa                                                                     | Trea                                                                     | Detaljer |
| -- | -------------------- | ---------------------------- | ---------------- | ------------------------------------------------------------------------------------- | ------------------------------------------------------------------------ | ------------------------------------------------------------------------ | -------- |
| 1  | Lillehammer          | 4 × 7,5 km (K-K-F-F) stafett | 8 december 2013  | Ryssland I Dmitrij Japarov Aleksandr Bessmertnych Aleksandr Legkov Maksim Vylegzjanin | Norge II Eldar Rønning Chris André Jespersen Sjur Røthe Finn Hågen Krogh | Norge I Pål Golberg Didrik Tønseth Martin Johnsrud Sundby Petter Northug |          |
| 2  | Asiago               | Sprintstafett (K)            | 22 december 2013 | Norge I Eldar Rønning Ola Vigen Hattestad                                             | Kazakstan I Nikolaj Tjebotko Aleksej Poltoranin                          | Norge II Øystein Pettersen Eirik Brandsdal                               |          |
| 3  | Nové Město na Moravě | Sprintstafett (K)            | 12 januari 2014  | Ryssland I Maksim Vylegzjanin Nikita Krjukov                                          | Norge I Eldar Rønning Eirik Brandsdal                                    | Norge II Pål Golberg Ola Vigen Hattestad                                 |          |

### Damer

#### Individuella tävlingar
| Nr                                                                           | Ort                                 | Disciplin                           | Datum                               | Etta                     | Tvåa                     | Trea                     | Detaljer |
| ---------------------------------------------------------------------------- | ----------------------------------- | ----------------------------------- | ----------------------------------- | ------------------------ | ------------------------ | ------------------------ | -------- |
| Nordiska öppningen (29 november till 1 december 2013)                        |                                     |                                     |                                     |                          |                          |                          |          |
| 1                                                                            | Kuusamo                             | Sprint (K)                          | 29 november 2013                    | Justyna Kowalczyk        | Kikkan Randall           | Denise Herrmann          |          |
| 1                                                                            | Kuusamo                             | 5 km (K) intervallstart             | 30 december 2013                    | Justyna Kowalczyk        | Marit Bjørgen            | Therese Johaug           |          |
| 1                                                                            | Kuusamo                             | 10 km (F) jaktstart [not1]          | 1 december 2013                     | Charlotte Kalla          | Therese Johaug           | Marit Bjørgen            |          |
| 1                                                                            | Nordiska öppningen – Slutresultat   | Nordiska öppningen – Slutresultat   | Nordiska öppningen – Slutresultat   | Marit Bjørgen            | Charlotte Kalla          | Therese Johaug           |          |
| 2                                                                            | Lillehammer                         | 10 km (K) intervallstart            | 7 december 2013                     | Justyna Kowalczyk        | Charlotte Kalla          | Marit Bjørgen            |          |
| 3                                                                            | Davos                               | 15 km (F) intervallstart            | 14 december 2013                    | Marit Bjørgen            | Therese Johaug           | Charlotte Kalla          |          |
| 4                                                                            | Davos                               | Sprint (F)                          | 15 december 2013                    | Marit Bjørgen            | Kikkan Randall           | Denise Herrmann          |          |
| 5                                                                            | Asiago                              | Sprint (K)                          | 21 december 2013                    | Justyna Kowalczyk        | Anne Kyllönen            | Maiken Caspersen Falla   |          |
| Tour de Ski (28 december 2013 till 5 januari 2014)                           |                                     |                                     |                                     |                          |                          |                          |          |
| 6                                                                            | Oberhof                             | 3 km (F) intervallstart             | 28 december 2013                    | Marit Bjørgen            | Astrid Jacobsen          | Sylwia Jaśkowiec         |          |
| 6                                                                            | Oberhof                             | Sprint (F) [not3]                   | 29 december 2013                    | Hanna Erikson            | Denise Herrmann          | Ingvild Flugstad Østberg |          |
| 6                                                                            | Lenzerheide                         | Sprint (F)                          | 31 december 2013                    | Ingvild Flugstad Østberg | Astrid Jacobsen          | Denise Herrmann          |          |
| 6                                                                            | Lenzerheide                         | 10 km (K) masstart                  | 1 januari 2014                      | Kerttu Niskanen          | Astrid Jacobsen          | Therese Johaug           |          |
| 6                                                                            | Toblach                             | 15 km (F) jaktstart                 | 3 januari 2014                      | Astrid Jacobsen          | Therese Johaug           | Anne Kyllönen            |          |
| 6                                                                            | Val di Fiemme                       | 5 km (K) intervallstart             | 4 januari 2014                      | Therese Johaug           | Astrid Jacobsen          | Anne Kyllönen            |          |
| 6                                                                            | Val di Fiemme                       | 9 km (F) slutklättring [not1]       | 5 januari 2014                      | Therese Johaug           | Astrid Jacobsen          | Elizabeth Stephen        |          |
| 6                                                                            | Tour de Ski – Slutresultat          | Tour de Ski – Slutresultat          | Tour de Ski – Slutresultat          | Therese Johaug           | Astrid Jacobsen          | Heidi Weng               |          |
| 7                                                                            | Nové Město na Moravě                | Sprint (F)                          | 11 januari 2014                     | Kikkan Randall           | Laurien van der Graaff   | Ingvild Flugstad Østberg |          |
| 8                                                                            | Szklarska Poreba                    | Sprint (F)                          | 18 januari 2014                     | Kikkan Randall           | Denise Herrmann          | Vesna Fabjan             |          |
| 9                                                                            | Szklarska Poreba                    | 10 km (K) masstart                  | 19 januari 2014                     | Justyna Kowalczyk        | Julija Tjekaljova        | Julija Ivanova           |          |
| 10                                                                           | Toblach                             | 10 km (K) intervallstart            | 1 februari 2014                     | Marit Bjørgen            | Therese Johaug           | Charlotte Kalla          |          |
| 11                                                                           | Toblach                             | Sprint (F)                          | 2 februari 2014                     | Marit Bjørgen            | Denise Herrmann          | Ingvild Flugstad Østberg |          |
| Olympiska vinterspelen 2014 (7 till 23 februari 2014) INGÅR EJ I VÄRLDSCUPEN |                                     |                                     |                                     |                          |                          |                          |          |
| 12                                                                           | Lahtis                              | Sprint (F)                          | 1 mars 2014                         | Kikkan Randall           | Katja Višnar             | Sophie Caldwell          |          |
| 13                                                                           | Lahtis                              | 10 km (F) intervallstart            | 2 mars 2014                         | Marit Bjørgen            | Charlotte Kalla          | Therese Johaug           |          |
| 14                                                                           | Drammen                             | Sprint (K)                          | 5 mars 2014                         | Maiken Caspersen Falla   | Marit Bjørgen            | Stina Nilsson            |          |
| 15                                                                           | Oslo                                | 30 km (K) masstart                  | 9 mars 2014                         | Marit Bjørgen            | Therese Johaug           | Kerttu Niskanen          |          |
| Världscupavslutning (14 till 16 mars 2014)                                   |                                     |                                     |                                     |                          |                          |                          |          |
| 16                                                                           | Falun                               | Sprint (K)                          | 14 mars 2014                        | Marit Bjørgen            | Ingvild Flugstad Østberg | Stina Nilsson            |          |
| 16                                                                           | Falun                               | 7,5 + 7,5 km skiathlon              | 15 mars 2014                        | Therese Johaug           | Marit Bjørgen            | Kerttu Niskanen          |          |
| 16                                                                           | Falun                               | 10 km (F) jaktstart [not1][not2]    | 16 mars 2014                        | Therese Johaug           | Marit Bjørgen            | Heidi Weng               |          |
| 16                                                                           | Världscupsavslutning – Slutresultat | Världscupsavslutning – Slutresultat | Världscupsavslutning – Slutresultat | Therese Johaug           | Marit Bjørgen            | Heidi Weng               |          |

#### Lagtävlingar
| Nr | Ort                  | Disciplin                  | Datum            | Etta                                                                   | Tvåa                                                                         | Trea                                                                 | Detaljer |
| -- | -------------------- | -------------------------- | ---------------- | ---------------------------------------------------------------------- | ---------------------------------------------------------------------------- | -------------------------------------------------------------------- | -------- |
| 1  | Lillehammer          | 4 × 5 km (K-K-F-F) stafett | 8 december 2013  | Norge I Heidi Weng Therese Johaug Kristin Størmer Steira Marit Bjørgen | Finland Aino-Kaisa Saarinen Anne Kyllönen Kerttu Niskanen Krista Lähteenmäki | USA I Kikkan Randall Sadie Bjornsen Elizabeth Stephen Jessie Diggins |          |
| 2  | Asiago               | Sprintstafett (K)          | 22 december 2013 | Finland Aino-Kaisa Saarinen Anne Kyllönen                              | Norge I Ingvild Flugstad Østberg Maiken Caspersen Falla                      | Tyskland I Katrin Zeller Denise Herrmann                             |          |
| 3  | Nové Město na Moravě | Sprintstafett (K)          | 12 januari 2014  | Norge I Maiken Caspersen Falla Ingvild Flugstad Østberg                | Finland Mona-Liisa Malvalehto Aino-Kaisa Saarinen                            | Ryssland II Jevgenija Sjapovalova Julija Ivanova                     |          |